# Dick Halligan
Richard Bernard „Dick“ Halligan (* 29. August 1943 in Troy (New York); † 18. Januar 2022 in Rom, Italien) war ein amerikanischer Multiinstrumentalist und Komponist, der vor allem als Gründungsmitglied der Jazzrock-Band Blood, Sweat & Tears bekannt wurde.

## Leben und Wirken
Halligan hatte seinen ersten bezahlten Auftritt mit 13 Jahren, arbeitete als Teenager in lokalen Tanzbands und begann mit 20 Jahren, Posaune in den Bigbands von Sammy Kaye, Larry Elgart und Warren Covington zu spielen. Sein Studium an der Manhattan School of Music schloss er 1967 mit einem Master in Musiktheorie und Komposition ab.
Halligan war seit demselben Jahr Posaunist von Blood, Sweat & Tears; auf diesem Instrument war er auf deren ersten Album Child Is Father to the Man zu hören. Nachdem Al Kooper die Band nach diesem Album verlassen hatte, wechselte Halligan zu den Keyboards und begann zudem, Flöte zu spielen. Für „Variations on a Theme by Erik Satie“ vom Folgealbum Blood, Sweat & Tears erhielt er 1969 einen Grammy Award für die beste instrumentale Leistung. Halligan arrangierte in dieser Zeit auch viele Stücke der Band und schrieb mehrere ihrer Songs wie „Redemption“ und „Lisa Listen to Me“. Er verließ die Band 1971 nach der Aufnahme ihres vierten Albums.
In den nächsten Jahrzehnten komponierte und arrangierte Halligan Musik für eine Reihe von Kinofilmen und Fernsehserien.
Seit 1981 leitete Halligan als Pianist verschiedene Jazzensembles in Los Angeles. 2007 legte er zwei Alben unter eigenem Namen vor; für ACT entstand zudem mit Carla Marcotulli das Album How Can I Get to Mars? (2007). Zuletzt tourte er mit seiner Ein-Mann-Show Musical Being, die auf seiner gleichnamigen Autobiographie basiert und seine musikalische Lebensreise beschreibt. Er arbeitete auch mit Sanford & Townsend, Mia Martini, Leon Redbone und Giancarlo Schiaffini.

## Diskographische Hinweise
- Blood, Sweat & Tears: Blood, Sweat & Tears (1968)
- Blood, Sweat & Tears: Blood, Sweat & Tears 3 (1970)
- Cat’s Dream (2007)
- Slow Food Forum (2007)

## Filmographie (Auswahl)
- 1970 – Die Eule und das Kätzchen (The Owl and the Pussycat)
- 1976–77 – Holmes & Yoyo (Holmes & Yo-Yo), Fernsehserie
- 1976–78 – Die Sieben-Millionen-Dollar-Frau (The Bionic Woman), Fernsehserie
- 1978 – Die letzte Schlacht (Go Tell the Spartans)
- 1979 – Der Bulldozer (A Force of One)
- 1980 – Octagon (The Octagon)
- 1984 – Fear City – Manhattan 2 Uhr nachts (Fear City)